# Свети Јоаникије Девички
Свети Јоаникије Девички (некада и Јанићије) је хришћански православни светитељ.

## Биографија
Родом је Србин из Зете, а по другом извору - „Србљаку”, потиче из аустријске Далмације.
Као младић је оставио свој дом и удаљио се у предео Ибра, у ушчеље Црне Ријеке, у тесну пештеру у којој се, по предању, пре њега подвизавао свети Петар Коришки. Међутим када се његова слава почела распростирати међу људима, он је одбегао у Дреницу, и сакрио се у густу шуму Девичку. Јоаникије је године провео ту у самоћи, у ћутању и у молитви. По предању кнез српски Ђурађ Бранковић довео му је своју полуделу ћерку, коју је овај светитељ исцелио. Из благодарности Ђурађ је подигао манастир на том месту, познат и данас под именом Девич.
Био је познат као исцелитељ свих болести, а нарочито "бесомучника" (опседнутих). Ту почивају мошти светог Јоаникија за које хришћани верују да су чудотворне.
Један посетилац је 1900. године прочитао у старом јеванђељу манастира Девича, да је Јоаникије „чувен као угодник Божји има већ 436 година”.